# 헨리 아서 블레이크

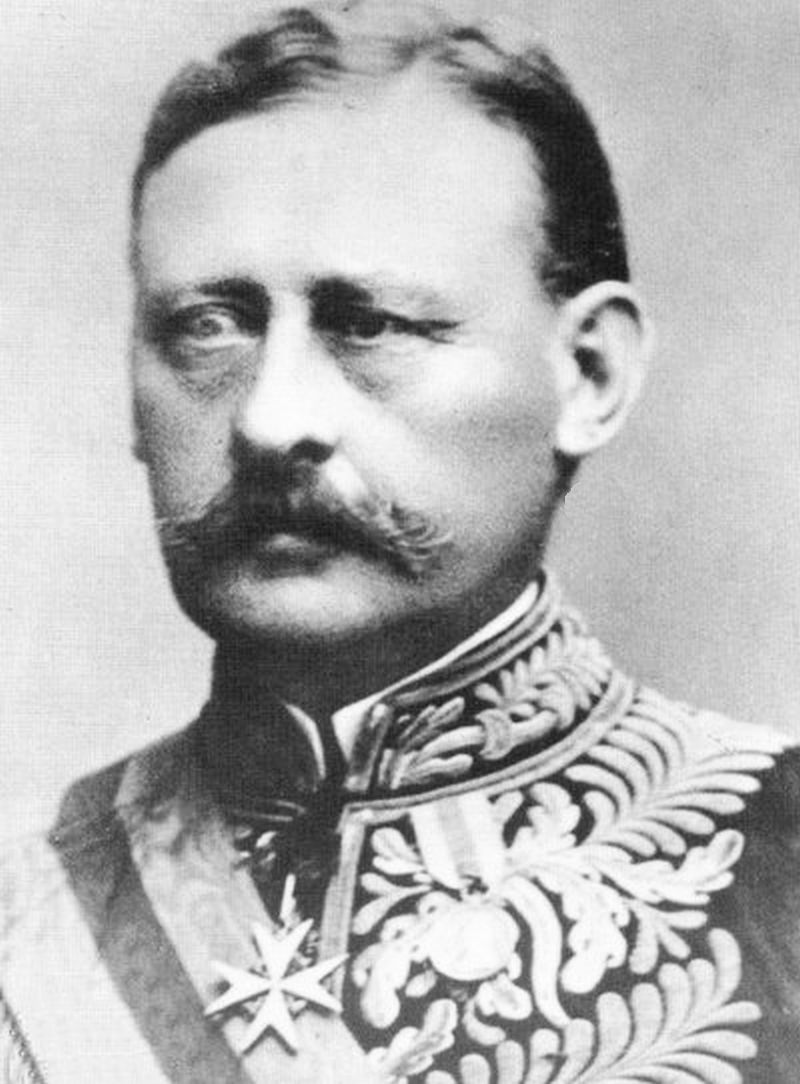
헨리 아서 블레이크

헨리 아서 블레이크(Henry Arthur Blake, 1840년 1월 8일~1918년 2월 23일)는 아일랜드계 영국인 식민지 관료다.

## 초기 경력
1884년부터 1887년까지 46대 바하마 총독, 1887년부터 1888년까지 55대 뉴펀들랜드 총독, 1888년부터 1898년까지 65대 자메이카 총독을 역임했다.

## 홍콩 총독 경력
블레이크가 1898년 11월 25일에 홍콩 총독에 취임하기 5개월 전 홍콩 영토 확장 조약이 맺어짐에 따라 영국령 홍콩 정부는 신계를 조차하게 됐다. 블레이크는 신계원거민 통제를 확고히 하기 위해 식민지 관료를 파견했다. 신계원거민은 영국의 신계 조차에 대항하였고 이에 따라 6일 전쟁이 발발했는데 장교 윌리엄 가스코뉴가 지휘하는 대규모 인도인 부대가 신계원거민을 겨우 진압하였고 이후 블레이크 총독은 토지 상속, 사용과 결혼에 대한 기존 원주민들의 관습을 허용했다.

## 홍콩 총독 이후 경력
1903년 12월 3일부터 1907년 7월 11일까지 19대 실론 총독에 재임한 후 은퇴했다.
| 전임 윌리엄 로빈슨 | 제12대 홍콩의 총독 1898년 11월 25일~1903년 11월 21일 | 후임 매튜 네이선 |